# Astrid Villaume
Astrid Villaume (* 3. November 1923 in Aalestrup; † 12. Februar 1995 in Kopenhagen) war eine dänische Schauspielerin.

## Leben
Astrid Villaume wuchs als Tochter des Apothekers Carl Villaume (1890–1960) und seiner Frau Astrid Leonie Brøns (1897–1980) in Aalestrup in Nordjütland auf.
Nach ihrem Schulabschluss absolvierte sie nach eine zweijährige Ausbildung bis 1941 ihre Schauspielausbildung an der Eleveskole des Odense Teaters, wo sie am 9. Januar 1941 auch ihr Bühnendebüt als Darstellerin hatte. Danach war sie bis 1945 am Aarhus Teater und anschließend von 1945 bis 1946 am Frederiksberg Teater als festes Ensemblemitglied engagiert. Sie trat in zahlreichen Theaterstücken, Musicals und in Varieté-Shows auf, so auch am Theater Helsingør.
Von 1940 bis 1995 trat Villaume als Schauspielerin vor der Kamera auf. In ihrer rund fünf Jahrzehnte lang andauernden Karriere als Schauspielerin wirkte sie in mehr als 70 Film-und-Fernsehproduktionen mit. Villaume erhielt mehrere Auszeichnungen, darunter im Jahr 1950 mit dem Bodil als Beste Hauptdarstellerin oder im Jahr 1972 mit dem Lauritzen-Preis. Zudem war Villaume auch als Synchronsprecherin aktiv und lieh dabei unter anderem verschiedenen Figuren in Zeichentrickfilmen wie beispielsweise Peter Pan oder Alice im Wunderland ihre Stimme.
Astrid Villaume war ab Februar 1947 mit einem Rationalisierungsexperte verheiratet und hatte zwei Söhne und eine Tochter. Ihr Mann starb im Jahr 1959. Villaume starb im Februar 1995 im Alter von 71 Jahren. Ihre Grabstätte befindet sich auf dem Ældre-Kirkegård in Frederiksberg.

## Filmografie (Auswahl)
- 1956: Qivitoq
- 1966: Es war einmal ein Krieg
- 1967: Die Strandbiene
- 1968: Komteß Elisa – Das Loch im goldenen Käfig
- 1969: De fem og spionerne
- 1970: 5 Freunde in der Tinte
- 1979: Die Leute von Korsbaek (Fernsehserie, 1 Folge)
- 1987: Pelle, der Eroberer